# This Time Around (chanson de Michael Jackson)
Pour les articles homonymes, voir This Time Around.
Pistes de HIStory
Stranger in Moscow
(3) Earth Song
(5)
This Time Around est une chanson de Michael Jackson qui apparaît en quatrième piste de l'album HIStory (1995). Elle fut disponible en décembre 1995 uniquement en single promotionnel pour les radios aux États-Unis (en deux versions : Radio edit et Remix).

## Thème
Les paroles parlent des inconvénients de la célébrité.

## Composition
This Time Around est créditée comme étant une chanson R&B, hip-hop et funk. Elle est jouée dans la tonalité ré-mineur. Le tempo est de 108 battements par minute. Le titre a une séquence de base pour les accords de DM11-DM9[Quoi ?].
Les instruments utilisés sont des percussions, des synthétiseurs, ainsi qu'une guitare (utilisée principalement pendant le rap) et des guitares basses. Des synthétiseurs sont utilisés comme basses alors que d'autres sont utilisés comme des instruments à cordes pendant l'intro et le refrain.
La chanson comprend une partie rap, chantée par The Notorious B.I.G.

## Crédits
Écrit et composé par : Michael Jackson, Dallas Austin, Bruce Swedien et Rene Moore
Produit par : Michael Jackson et Dallas Austin
Coproduit par : Bruce Swedien et Rene  Moore
Rap par : Notorious BIG
Guitare : Michael Thompson
Basse : Keith Rouster et Colin Wolfe
Claviers et Synthétiseurs : Dallas Austin et Rene Moore
Percussions : Rene Moore et Bruce Swedien
Enregistré et mixé par : Bruce Swedien
Arrangements : Michael Jackson, Dallas Austin, Bruce Swedien et Rene Moore

## Postérité
This Time Around est une chanson qui a été remixée pour l'album Blood on the Dance Floor: HIStory in the Mix en 1997.